# Domenico I. Contarini

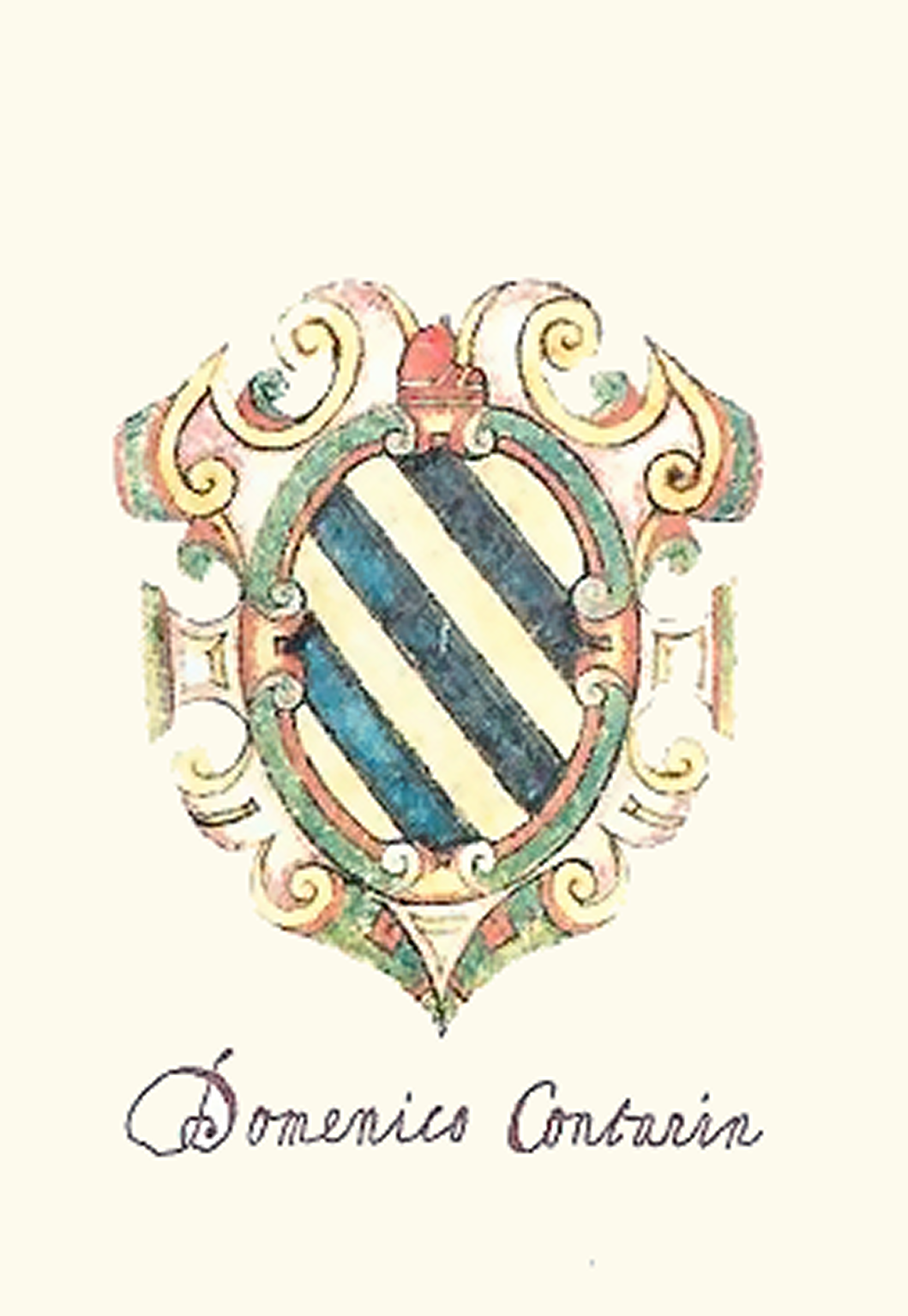
Wappen des „Domenico Contarin“ nach Vorstellungen des 17. Jahrhunderts. Bei den Wappen frühmittelalterlicher Dogen handelt sich um bloße Rückprojektionen sehr viel jüngerer Familienwappen. Die Heraldik setzte erst im 3. Viertel des 12. Jahrhunderts ein. Später wurden auch Wappen an die frühen Dogen vergeben, die nie ein Wappen geführt hatten („fanta-araldica“); dies diente dazu, die Familien dieser Epoche mit möglichst frühen Dogen in ein verwandtschaftliches Verhältnis zu setzen, was ihnen Ansehen sowie politischen und gesellschaftlichen Einfluss verschaffte. Es wurden also die Wappen der sehr viel späteren Nachfahren dieser Dogen auf die angeblichen oder tatsächlichen Mitglieder der (angeblich) seit 697 in Venedig herrschenden Familien zurückprojiziert.

Domenico I. Contarini († 1071 in Venedig) war von 1043 bis 1071 Doge von Venedig. Die jüngere Forschung nimmt allerdings an, dass er bereits im Jahr 1041 Doge wurde. Nach der historiographischen Tradition, wie die staatlich gesteuerte Geschichtsschreibung Venedigs genannt wird, war er der 30. Doge. Unter ihm begann im Jahr 1063 der Neubau des Markusdoms, der 1094 fertiggestellt werden sollte.
Ihm gelang es, die Auseinandersetzungen zwischen den Patriarchen von Aquileia, hinter dem vor allem Konrad II., aber auch Heinrich III. standen, und dem Patriarchen von Grado, dessen führenden Klerus Venedig bestimmte, zugunsten Grados zu entscheiden. Dies gelang durch eine Gesandtschaft bei Papst Leo IX., der eine entsprechende Anerkennung der Rechte Grados auf die Suffraganbistümer in Venetien und auf Istrien anerkannte, vielleicht, weil er selbst unter massivem außenpolitischem Druck stand. Den langsamen Niedergang Grados konnte dies jedoch nicht aufhalten.
Während der Regierungszeit des Contarini fiel die Stadt Zara und andere Städte in Dalmatien 1150 oder 1162 wieder an Venedig. Die Handelsprivilegien im Römisch-deutschen Reich wurden nach langer Unterbrechung 1055 wieder anerkannt, der Doge erhielt zudem ungewöhnliche byzantinische Ehrentitel, die eher einem Provinzgouverneur zustanden. Auch dies dürfte demselben Druck zu verdanken gewesen sein, den die Normannen mit der Eroberung Süditaliens ausübten. Gegen sie suchte der Papst Verbündete, ebenso wie die beiden Großreiche. In Süditalien kam es, so behauptete zeitweise die venezianische Historiographie, gar zu Seeschlachten zwischen Venezianern und Normannen. Doch hielt sich der Doge wohl aus dem Konflikt weitgehend heraus.

## Herkunft
Die Contarini zählen nicht nur zu den ältesten Familien Venedigs, den „case vecchie“, sondern sie galten sogar als eine der „apostolischen Familien“. Diese, so glaubte man ab dem Spätmittelalter, hätten an der Wahl des ersten Dogen im Jahr 697 teilgenommen. Urkundlich nachgewiesen sind sie allerdings zum ersten Mal im Jahr 960. Die Familie verzweigte sich im Laufe der Jahrhunderte in beinahe zwanzig Linien. Domenico war der erste der Contarini-Dogen. Insgesamt stellte die Familie acht Dogen, davon drei im Mittelalter und fünf im 17. Jahrhundert, und 44 Prokuratoren. Nach Reinhard Lebe, der dies pointiert ausdrückte, gehörten die Contarini „am dauerhaftesten zur Creme der Oberschicht“. Mit Ausnahme des Palazzo Contarini del Bovolo befinden sich alle der insgesamt sieben Paläste, die nach dieser Familie benannt sind, am Canal Grande, und zwar unweit der Accademia. Auch die Ca’ d’Oro, den wohl berühmtesten Stadtpalast, ließ ein Contarini errichten. Ab dem 15. Jahrhundert führten sich die Contarini auf die Gens Aurelia Cotta zurück, Caesars Familie mütterlicherseits.

## Dogenamt
Seit der Chronik des Dogen Andrea Dandolo wurde der Tod des Domenico Flabiano in das Jahr 1043 datiert. Doch nach einem breviarium recordationis war der Vorgänger des Domenico Contarini bereits im Juni 1041 tot. Roberto Cessi glaubt, Flabiano sei aller Wahrscheinlichkeit nach in den ersten Monaten des Jahres 1041 gestorben, so dass der Regierungsbeginn des Contarini im Frühjahr-Sommer 1041 liegen dürfte. Aus dem Schweigen der Quellen wurde geschlossen, dass er in einer untadligen, friedlichen Wahl in sein Amt gelangte.

### Konflikt mit dem Patriarchat Aquileia um Grado, Anerkennung des Patriarchats von Grado

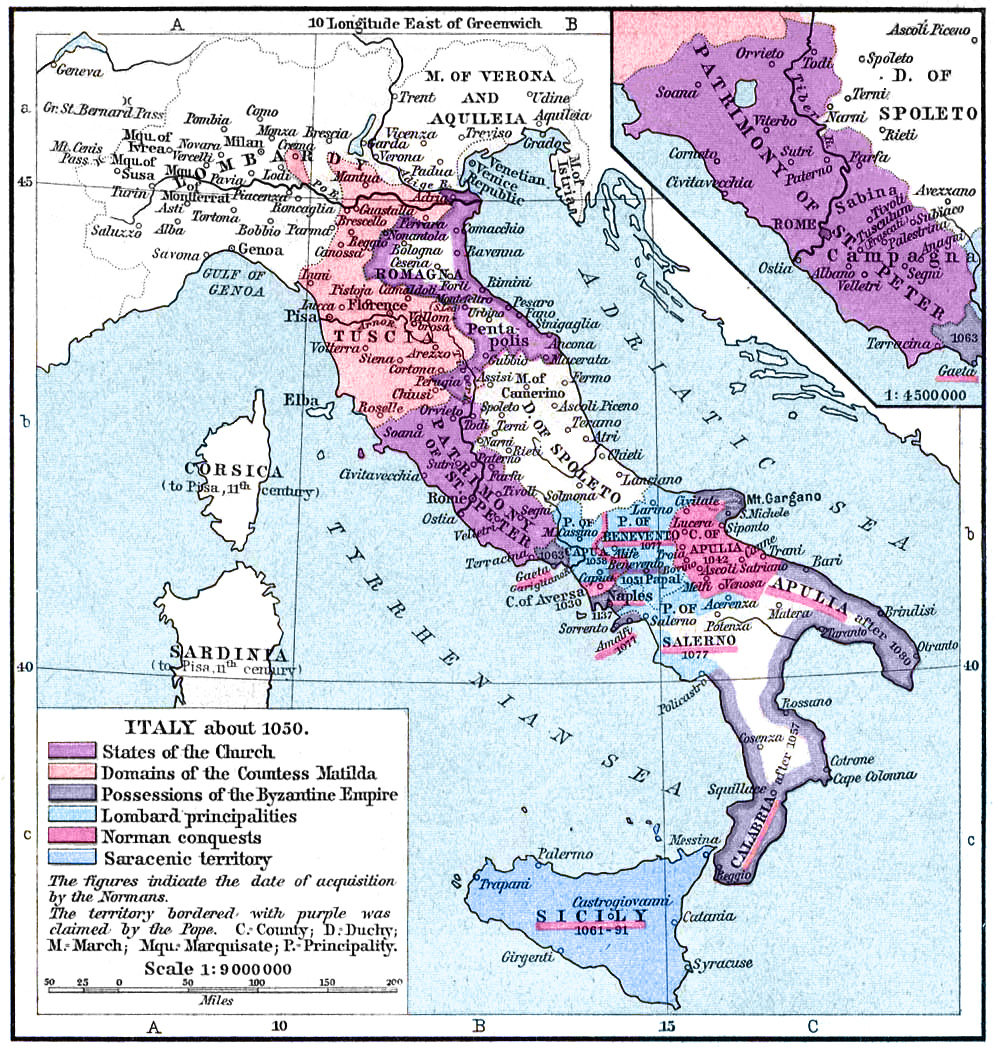
Italien um 1050

Die Eroberung Siziliens durch die Normannen, ca. 1061–1090

Zwar lassen sich Aussagen über das politische Umfeld treffen, doch ist es vor allem der fortschwelende Konflikt mit der Hauptsäule der Reichspolitik in Italien, dem Patriarchat von Aquileia, der die ersten Jahre seines Dogats prägte. Dabei trat die päpstliche Politik in den Vordergrund, während Byzanz zunehmend mit eigenen Problemfeldern beschäftigt war. Schließlich veränderten die Normannen Süditaliens die politischen Verhältnisse grundlegend, die zwischen 1061 und 1091 das arabische Sizilien und die verbliebenen byzantinischen Städte eroberten. 1071 fiel als deren letzte dortige Bastion Bari.
Möglicherweise nutzte der Patriarch von Aquileia Poppo die Gelegenheit des Machtwechsels in Venedig, um Grado, das er für sein Patriarchat beanspruchte, in einem Handstreich zu erobern: „totam videlicet civitatem cum ecclesiis incendit, altaria confregit, thesauros abstulit et quidquid ab igne remansit paganorum ritu secum detulit“, er ließ also die ganze Stadt mit ihren Kirchen niederbrennen, die Altäre zerstören und die Schätze rauben, und was das Feuer verschonte führte er nach Heidenart mit sich. Dagegen protestierte Orso Orseolo, der Patriarch von Grado, bei Papst Benedikt IX. Poppo starb überraschend im September 1042.
Doch dies löste nicht die grundsätzliche Frage, ob Grado ein selbstständiges Patriarchat mit Suffraganbistümern in Venedig, im Friaul und auf Istrien bleiben sollte, oder ob es ein Suffraganbistum Aquileias war. Dazu musste das Privileg, das de Gradensis ecclesiae subiectione, das Johannes XIX. Poppo 1027 eingeräumt hatte, widerrufen werden. Zu diesem Zweck protestierten Anfang 1044 Orso, mit Unterstützung des Dogen und des ganzen Volkes, repräsentiert durch Benedetto, den Abt von S. Trinità e S. Michele Arcangelo in Brondolo, von Giovanni Storlato und dem Kleriker Gregorio, gegen das Vorgehen Aquileias. Sie ersuchten um Rückgabe allen geraubten Gutes, die Bestätigung von Rechten und Besitz Grados sowie dessen Unabhängigkeit, schließlich die Annullierung des besagten Dekrets. Nach der Verurteilung der Angriffe Poppos widerrief Papst Benedikt IX., der Poppo bloß als „Foroiuliensis praesul“ bezeichnete, und erkannte das Patriarchat von Grado endgültig an. Im Juni, zwei Monate später, erkannte der Papst zudem die Privilegien des Klosters Brondolo an.

### Sicherung des inneren Friedens
Im Gegensatz zu seinem Vorgänger gelang es Domenico I. Contarini nicht nur, Grado wieder als Patriarchat anerkennen zu lassen, sondern er konnte auch wieder mit Orso Orseolo kooperieren, und folglich mit der 1026 bzw. 1032 gestürzten Orseolo-Familie. Damit galt auch der innere Frieden als gesichert. Neben der Kirchenpolitik ist wenig über die Innenpolitik des Dogen bekannt, sieht man von der Dezentralisierung der Finanzverwaltung ab.

### Wiederherstellung der Beziehungen zu Konstantinopel
Außenpolitisch erreichte der Doge einige Verbesserungen. So gilt es als gesichert, dass es gelang, die traditionellen Kontakte zu Konstantinopel wiederherzustellen. Infolgedessen erlangte der Doge bis 1046 den Titel eines kaiserlichen Patricius, 1049 zusätzlich den eines Archipato, dann eines imperialis patricius anthypatus et dux. Domenico Contarini war der einzige Doge, der diese Titel trug, die eigentlich für verdiente Militärs der höchsten Ränge und für die Gouverneure der Themen vorgesehen waren, die strategoi. Dies ist insofern von Bedeutung, als sich zu dieser Zeit der Konflikt zwischen der zivilen Verwaltung und dem Militärapparat, der bis dahin für die Expansion unter der Makedonischen Dynastie verantwortlich war, zuspitzte. Dies alles sei ein Hinweis darauf, dass der Hof den Herrscher der Lagune immer noch als eine Art Provinzgouverneur betrachtete.

### Konflikt mit Heinrich III., Ausgleich (1049–1052)
Die Annäherung an den Papst in der Grado-Frage veranlasste allerdings Heinrich III., den Oberherrn des Patriarchates Aquileia, an seiner offenen Feindseligkeit gegen Venedig festzuhalten. So räumte er dem Bischof von Treviso, Rotari II., im Mai 1047 ein wichtiges Privileg ein. Darin wurde dem Bistum neben allerlei anderen Rechten das venezianische Kloster Sant'Ilario unterstellt, dazu einige Höfe mit der Decima sowie der dazugehörige Kirchendistrikt. Das unmittelbar dem Dogen unterstehende Kloster leistete niemals Abgaben und unterstellte sich auch nicht dem Bischof, doch in dessen Hauptstadt forderte eine Synode unter Leitung des neuen Patriarchen von Aquileia, Gotebald (1043–1063), die Umsetzung des Privilegs. Domenico Contarini griff nun persönlich ein und wandte sich direkt an den Kaiser. Danach kam es in den Jahren 1049 bis 1051 zu einer völligen Umkehr der Allianzen. Zunächst erkannte Gotebald unter Rückkehr zu früheren Entscheidungen die klösterlichen Rechte an. Dann wurde im Januar 1052 in Altinum in einem Placitum dem Kloster die friedliche Nutzung seiner Besitztümer gestattet. Gegenüber Domenico Silvo und Bono Dandolo, den Gesandten des Dogen, erkannte der Kaiser alle alten Privilegien an. Noch Karl Schmid glaubte, diese Änderung der politischen Verhältnisse habe mit dem Tod Poppos in Zusammenhang gestanden: „Symptomatisch mit Blick auf Aquileja und seinen Vorrang als Patriarchat ist es, daß Heinrich III. Poppos antigradensische und damit antivenezianische Politik nach dessen Tod […] nicht fortgesetzt hat“.

### Konflikt mit dem Reformklerus
Während dieser Zeit eröffnete der neue Patriarch von Grado, Dominicus IV. Marango, seit 1049 oder 1050 Nachfolger Orso Orseolos, die Auseinandersetzungen zwischen den beiden Patriarchaten erneut. Dieser Streit stand jedoch in einem ganz anderen Zusammenhang. Der Gradenser hing nämlich Leo IX. an, einem der Reformpäpste. Er forderte die Rechte des ursprünglichen Patriarchats Aquileia ein und damit die Rechtmäßigkeit der Jurisdiktion über die Bistümer Istriens. Diese wurden im April 1053 in Rom dauerhaft anerkannt: „ut ecclesia Gradensis Nova Aquileia totius Venetiae et Istriae caput et metropolis perpetuo haberetur“. Der Papst, seit einem Monat wieder aus Deutschland zurück, erkannte die Immunitäten des Klosters Brondolo und die Prärogativen des Bistums Olivolo an, dessen Sitz sich in Venedig befand. Damit triumphierte Dominicus Marango vollständig, und wenige Monate später nannte er sich „Gradensis et Aquileiensis ecclesiae patriarca“. Seinem Rivalen blieb nur der Titel eines Bischofs von Friaul, genauer eines „Foroiuliensis antistes“. Dass der Doge auf der Synode in Rom nicht anwesend war, gilt als Zeichen einer später deutlicher fassbaren Krise zwischen Dogat und hohem Klerus in Venedig.
Doch nach dem Triumph Marangos häufen sich die Anzeichen für einen Zerfallsprozess des Patriarchats Grado, auch wenn Domenico Contarini am Ende vergebens versuchte, die päpstliche Rechtsgewalt zu schwächen oder zumindest abzuwandeln. Dies führte dazu, dass Papst Alexander II. 1063 den Dogen daran erinnerte, dass niemand das Recht hätte, einen Rechtsspruch des Papstes zu annullieren oder abzuwandeln. Dennoch waren schon die Ersuchen der Suffraganbischöfe päpstliche Privilegien zu erlangen, der Ehrgeiz von einfachen Gemeinden sich zu Bistümern erheben zu lassen sowie die Auseinandersetzungen zwischen den Kirchen um die Besitzverhältnisse Anzeichen dafür, dass ein allgemeines Aufbegehren gegen die Dominanz des Patriarchen und ein diffuser Desintegrationsprozess spürbar wurden. Dies alles führte nach und nach zu einer Verarmung des Patriarchats, zumal der Doge die kirchlichen Strukturen in seinem Machtbereich mit enormen Vermögen und organisatorischen Strukturen ausstattete, gegen die das Patriarchat zurückfiel. Dies wird am Umbau der Markuskirche zwischen 1063 und 1079, die zugleich eine wachsende Verwaltung durch die Prokuratoren von San Marco erhielt, das zweithöchste Staatsamt, aber auch an den dominikalen Klöstern wie San Zaccaria oder San Ilario deutlich. Für letzteres Kloster entstand eine Advokatur, deren Aufgabe in der Verteidigung der klösterlichen Ansprüche und Rechte bestand. Bei dieser Gelegenheit bezeichnete sich der Doge zum ersten Mal als „Dei gratia dux“. Vielleicht gegen Ende der Herrschaft des Contarini kam es zu einem Kompromiss, in dem die Finanzierung des Patriarchensitzes aus Beiträgen der Laien und der Kirchen kommen sollte. Doch die Volksversammlung stimmte dem Abkommen darüber nie zu. So änderte sich nichts an dem Zerfallsprozess.

### Dalmatien, Morgenländisches Schisma (1054)
Außenpolitisch ist zu vermerken, dass Byzanz zum ersten Mal den Titel „magister“ an einen Dogen vergab (vor 1064), was auf eine Verbesserung der Beziehungen zu Konstantinopel hinweisen mag. Sehr viel mehr im Mittelpunkt stand jedoch die chaotische Situation in Dalmatien ab der Mitte des 11. Jahrhunderts. Die spätere Chronistik nimmt an, dass es 1050 oder 1062 zu einem Eingreifen der Flotte unter Führung des Dogen kam, doch bleibt unklar, ob dieses Eingreifen diplomatischer oder militärischer Natur war.

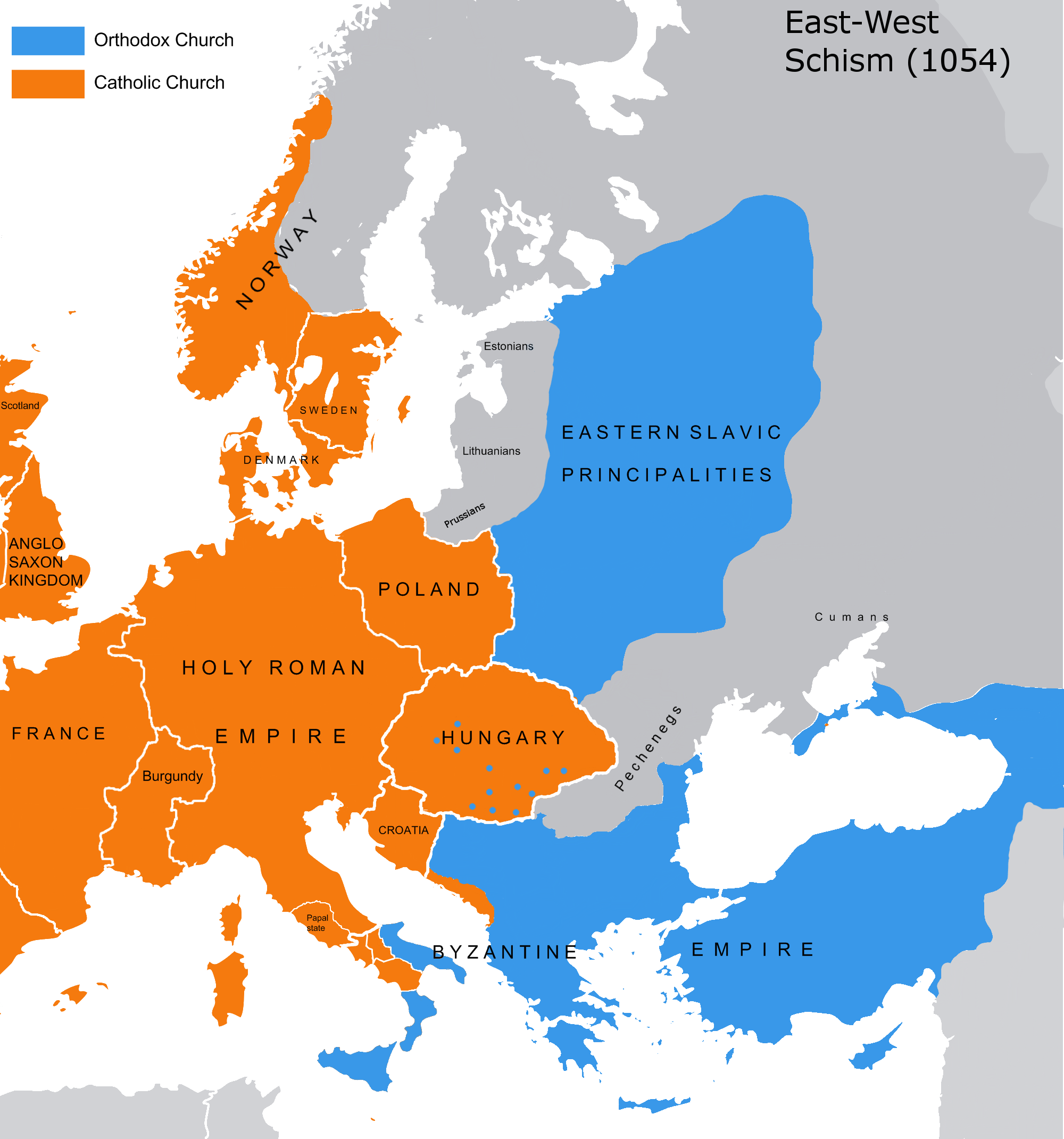
Karte mit den Konfessionsgrenzen infolge der Kirchenspaltung von 1054

Langfristig sehr viel gravierender war die Tatsache, dass es 1054 mit der Ostkirche zu einem erneuten Schisma kam, das zu einer bis heute anhaltenden Teilung der Kirche führte. Der gegenseitige Kirchenbann wurde erst 1965 aufgehoben.

### Tod und Beisetzung in San Nicolò di Lido
Domenico Contarini starb 1071. Er wurde im Kloster San Nicolò di Lido beigesetzt, das er selbst 1053 gemeinsam mit dem Patriarchen Domenico Marango und dem Bischof von Olivolo gegründet hatte, der gleichfalls Domenico Contarini hieß, vielleicht ein Verwandter des Dogen. Das Grab wurde beim Umbau der Kirche zwischen 1626 und 1629 allerdings zerstört. An den Dogen erinnert eine Büste aus dem 17. Jahrhundert an der Fassade der Kirche. Eine dort befindliche Inschrift sollte seine Taten öffentlich sichtbar halten.

## Rezeption

### Bis gegen Ende der Republik Venedig
Venedigs Verhältnis zum Römisch-deutschen Reich hatte sich unter Konrad II. und Heinrich III. weiter verschlechtert, doch gelang dem Contarini eine entscheidende Wendung. Die Deutung, die die venezianische Geschichtsschreibung dem Leben des Dogen gab, war zum einen auf die äußeren Auseinandersetzungen mit dem Patriarchat von Aquileia und damit dem Reich ausgerichtet, zum anderen mit denen um die Rechte des Papstes, wodurch zunehmend Quellen der römischen Kurie Bedeutung erlangen, schließlich die sich ausdifferenzierende staatliche Organisation. Das Augenmerk der wichtigsten und am häufigsten zitierten Chronik Venedigs, der des Dogen Andrea Dandolo, repräsentiert dabei in vollendeter Form die Auffassungen der zu seiner Zeit, im 14. Jahrhundert, bereits fest etablierten politischen Führungsgremien, die vor allem seit diesem Dogen die Geschichtsschreibung steuerten. Sein Werk wurde von späteren Chronisten und Historikern immer wieder als Vorlage benutzt. Daher wurde es überaus dominierend für die Vorstellungen von der venezianischen Geschichte vor seiner Zeit. Dabei stand bei Dandolo die Herleitung und Legitimation des territorialen Anspruches seiner Heimatstadt im Mittelpunkt, denn nur diese entzog sich in Oberitalien der römisch-deutschen Herrschaft, aber auch die Abwehr der päpstlichen Einmischungsversuche. In diesem Zusammenhang war schon immer die Anerkennung und möglichst die Erweiterung der „alten Verträge“ durch die jeweils neu ins Amt gelangten Kaiser (und Könige) von enormer Bedeutung. Die Strategien des Interessensausgleichs zwischen den zu dieser Zeit vorherrschenden Familien, vor allem aber der Stand der Verfassungsentwicklung, führte zu einer zunehmenden Einbindung des Dogen, dem die Möglichkeit einer erblichen Monarchie schon seit Contarinis Vorgänger versperrt war. Der Doge, ab 912 nur noch durch Wahl zu bestimmen, dann von Tribunen partiell kontrolliert, nunmehr durch die Blockierung der Erbnachfolge in seiner Macht eingeschränkt, wurde nun von einem kleinen Ratsgremium umgeben, dessen Bedeutung zunahm. Zudem wurde seine Finanzverwaltung partiell abgetrennt. Die Etappen der politischen Entwicklungen, die schließlich zur Entmachtung des Dogen, dem man zunehmend Repräsentationsaufgaben zuwies, aber keine eigenständigen Entscheidungen mehr zugestand, war ein weiteres Darstellungsziel. Zugleich blieb einerseits der Ausgleich zwischen den ehrgeizigen und dominierenden Familien eines der wichtigsten Ziele, die Herleitung der herausgehobenen Position der ‚nobili‘ im Staat war andererseits von großer, partiell dem obigen Ziel widersprechender Bedeutung. Weil die Kirchenämter bei den Kämpfen eine wesentliche Rolle spielten, erschlossen sich dem Patriarchen von Aquileia und dem dahinterstehenden Reich, aber auch dem Papst, neue Möglichkeiten der Einmischung, gegen die sich Venedig seinerseits zur Wehr setzte, indem es mit Grado ein von ihm kontrolliertes Patriarchat unterhielt, das schließlich zum Patriarchat Venedig umgewandelt wurde.
Die hier sehr knappe Cronica di Venexia detta di Enrico Dandolo aus dem späten 14. Jahrhundert, die älteste volkssprachliche Chronik Venedigs, stellt die Vorgänge ebenso wie Andrea Dandolo auf einer in dieser Zeit längst geläufigen, weitgehend von Einzelpersonen, vor allem den Dogen beherrschten Ebene dar. Das gilt auch für „Domenego Contarini“, wie der Chronist den Dogen im seinerzeitigen Dialekt nennt. Die individuellen Dogen bilden bei ihm sogar das zeitliche Gerüst für die gesamte Chronik, wie es in Venedig üblich war. Bei Contarini erkennt die Chronik zwei mitteilenswerte Vorgänge. Dieser sei wegen seiner „sapiencia et grandeça“ vom ganzen Volk zum Dogen gewählt worden. Nach dem Chronisten eroberte der Patriarch „a Agolia“ die Stadt Grado und brannte sie nieder und zerstörte sie. Deswegen schickte der Doge Gesandte nach Rom – „al papa Benedetto che era a quel tempo, et decimo“, der zehnte dieses Namens, wie er fälschlicherweise einfügt, denn es muss sich um den neunten Papst dieses Namens gehandelt haben –, die ein Privileg erlangten, das Grados Patriarchat seine spirituellen und materiellen Rechte sicherte, „essendo spiritual et temporal“. Nach dieser Chronik fuhr er zudem mit einer großen Flotte („cum grande exercito de galeie et nave“) gegen Zara, das er einnahm, und wo er die Rebellen bestrafte und 1000 Libra eintrieb. Nach 25 Jahren und 9 Monaten starb Domenico Contarini, der in San Nicolò di Lido beigesetzt wurde.

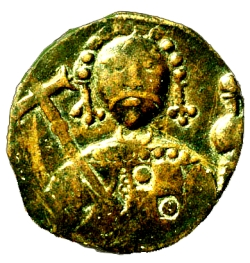
Münze Robert Guiskards († 1085), der ab 1059 zu einer der Stützen des Reformpapsttums wurde, und der die byzantinische Herrschaft in Süditalien beendete. Er begann die Eroberung Siziliens (1072 Palermo) und griff 1081 Byzanz an, doch seine Flotte wurde von Venedig versenkt. 1084/85 siegten die Venezianer erneut, unterlagen jedoch vor Korfu.

Pietro Marcello meinte 1502 in seinem später ins Volgare unter dem Titel Vite de'prencipi di Vinegia übersetzten Werk, der Doge „Domenico Contarini Doge XXIX.“ „fu creato poi doge“ (‚wurde danach zum Dogen gemacht‘). Dies sei im Jahr „MXLIIII“, also im Jahr 1044 geschehen, nicht, wie später Gian Giacomo Caroldo schrieb, im Jahr 1043. Marcello war unsicher, ob sich Zara den Kroaten oder dem König von Ungarn unterstellt habe, doch in jedem Falle führte der Doge eine große Flotte nach Dalmatien, belagerte und eroberte Zara, woraufhin die anderen Städte Dalmatiens, gleichfalls bereit zu rebellieren, Venedig treu blieben. Poppo fügte Grado bei der zweiten Eroberung noch größeren Schaden zu, als bei der ersten. Die Venezianer, zur „vendetta“ bereit, wandten sich daraufhin zuerst an den Papst. Poppo fügte sich dem Papst, denn wenn er dies nicht getan hätte, hätten ihn die Venezianer gezwungen. Es heißt, so der Autor, Papst Benedikt habe in dieser Zeit die Markuskirche besucht und ihr viele Privilegien zugestanden, so wie auch anderen Kirchen. Außerdem hieß es, so Marcello, „Roberto Guiscardo, di natione Normando“, habe sich mit den Venezianern viele Schlachten in Apulien geliefert. Der Doge sei im 26. Jahr seiner Herrschaft gestorben. Damit weicht er nicht nur in Bezug auf die genaue Herrschaftsdauer Contarinis von den älteren Chroniken ab, sondern er erwähnt auch Robert Guiscard als einer der ersten im Zusammenhang mit diesem Dogat.
Nach den etwas ausführlicheren Historie venete dal principio della città fino all’anno 1382 des Gian Giacomo Caroldo wurde „Dominico Contarino“ im Jahr „MXLIIJ“ zum Dogen promulgiert („publicato“). In dieser Zeit wurde Poppo von Aquileia die Gradenser Kirche durch die römische Kirche unterstellt. Dieser drang daraufhin „furtivamente“ in die Stadt ein und verbrannte sie, zerstörte ihre Altäre, und, ‚wie es die barbarische Sitte der Deutschen ist, brachte er alles nach Deutschland‘ („come è il barbaro costume di Tedeschi, portò in Alemagna“). Der Doge schrieb sogleich an den Papst. Doch noch bevor dieser reagieren konnte, starb Poppo „senza li sacramenti della Chiesa ordri:“ – hier ist unklar, ob es sich um ‚ordinari‘ handelte, die üblichen Sterbesakramente, wie der Herausgeber anmerkt. Benedetto, der Abt von „San Trinità di Brondolo“ und die beiden anderen Gesandten, nämlich „Gioanni Storlato“ und „Giorgio Clerico“ sollten die Rückgabe der Rechte und der geraubten Güter fordern, und dem Dogen sollte das „privilegio di confirmatione della Chiesa di Grado“ eingeräumt werden, das Bestätigungsrecht für die Kirche von Grado. Dies geschah „in ampla forma“. Von da an widmete sich der Doge dem Wiederaufbau und der Befestigung der von Poppo zerstörten Stadt. Nachdem der Patriarch Orso (Orseolo) nach einer Amtszeit von „XXXVII“ Jahren und „XLV“ Tagen gestorben war, folgte ihm „Dominico Vulcano Capellano di San Marco“, der aber nur noch zwei Tage lebte. Daraufhin gelangte Dominico Marango ins Amt. „Mauro Torsillo“ und sein Sohn „Bortolamio“, die in Süditalien Handel betrieben, brachten von gewissen „Calogeri di Benevento“ – mittels Gebeten und Geld und Versprechungen, wie es ausdrücklich heißt – eine Armreliquie des Apostels Bartholomäus mit, die sie in der „Chiesa di San Hieremia Profetta“ brachten (San Geremia Profeta), die sie selbst gegründet hatten. Nach dem Tod des Bischofs von Olivolo, so setzt der Chronist fort, folgte ihm ein Dominico Contarini im Amt, „consobrino del Doge“. Zu dieser Zeit schickte „Rolomeo Re di Dalmatia“ Gesandte zu „Solomone Re d’Hungeria et a Gresa suo cognato“, die um Hilfe gegen Feinde baten, die die Plätze in Dalmatien eroberten, nämlich die „Venetiani et altri confederati del Greco Imperio“ – Caroldo sieht Venedig also als Verbündete Konstantinopels. „Solomone“, der Ungarnkönig, schickte eine Armee nach Dalmatien, und stachelte Zara zur Rebellion auf, dessen Einwohner bis dahin „haveano servata fede a Venetiani integralmente“, die also bis dahin Venedig vollkommen treu gewesen seien. Im 7. Jahr seiner Herrschaft nutzte der Doge die Gelegenheit des Streits mit den ungarischen Königsbrüdern „Zeycha et Ladislao“, um selbst zu intervenieren. So erschien der Doge „con potente armata“, so dass sich die Städte Dalmatiens schon beim Anblick unterwarfen. Hingegen lieferten sich die Ungarn eine große Schlacht, dieweil der byzantinische Kaiser Verhandlungen führen ließ. Papst Leo IX. schickte dem Patriarchen Dominicus das Pallium und bestätigte „la Patriarchal sede sua“. Auch schrieb er an die Bischöfe Venetiens und Istriens, dass sie ihn als ihren „Matropolita et Primate“ anerkennen sollten. Der Patriarch besuchte daraufhin Venedig und die Markuskirche, wo er mit allen Ehren vom Dogen und dem Volk empfangen wurde. Einigen Kirchen räumte er Indulgenzen ein und dem „Ducale Dominio molte immunità et essentioni“. Zwei Gesandte erreichten bei Heinrich III. die Erneuerung der alten Verträge, die sein Vater Heinrich II. nicht hatte unterschreiben wollen. Schließlich ließ er das Kloster San Nicolo Vescovo ausstatten, dessen Mönche nach der Benediktsregel lebten. Nach 27 Jahren und 9 Monaten endete bei Caroldo seine Zeit als Doge.
Auch Heinrich Kellner meint in seiner 1574 erschienenen Chronica das ist Warhaffte eigentliche vnd kurtze Beschreibung, aller Hertzogen zu Venedig Leben, „Dominicus Contarin“ sei 1044 „Hertzog gekohren worden“. Auch er ist sich nicht sicher, ob „die von Zara“ an Kroatien oder Ungarn „fielen“. Deswegen der Doge „ein grosse anzal Schiff außrüstet“, Zara belagert und „eroberts letzlich mit gewalt wider“. Infolgedessen blieben die anderen Städte Dalmatiens, ebenfalls bereit zur Rebellion, „bey den Venetianern“. „Pepo von Aquilegia“ eroberte und schädigte Grado erneut, fügte sich aber nach diplomatischer Initiative des Dogen in Rom den Verfügungen des Papstes, denn Poppo „besorget sich / wo ers nicht thete / würden sich die Venediger mit gewehrter Hand an im rechen.“ „Man sagt“, Papst Benedikt sei nach Venedig gekommen, „S. Marten Cörper besuchet / und viel Freyheiten derselbigen und andern Heyligen Kirchen/deßmals daselbst geben hab.“ „Weiter wird gesagt“, Robert Guiscard „auß Normandey“ habe sich mit den Venezianern viele Schlachten in Apulien geliefert. Contarini starb nach Kellner „im 26.jar seines Herzogthumbs.“

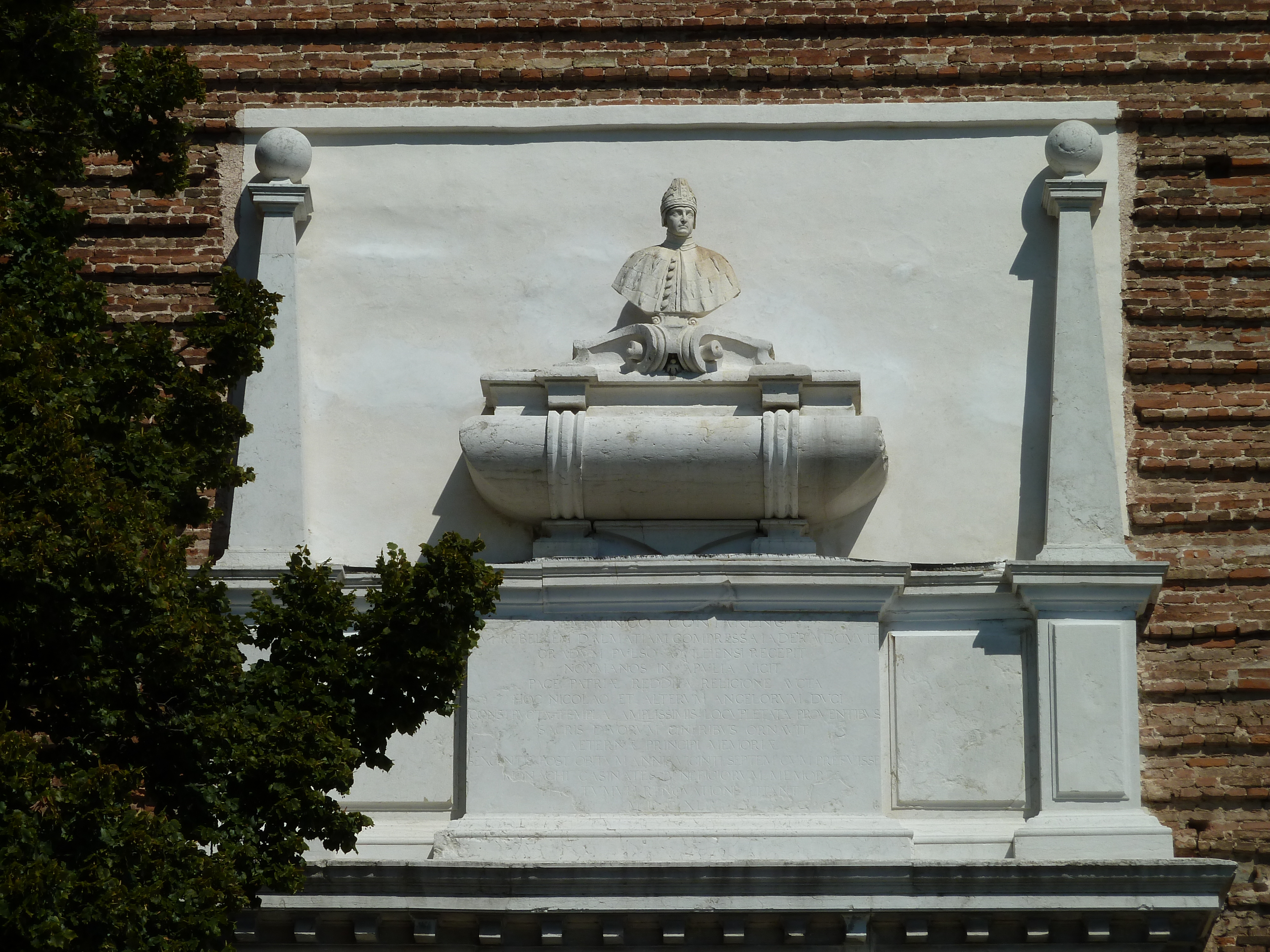
Büste des Dogen an der Kirche San Nicolò di Lido mit einer Inschrift aus dem Jahr 1611, die die Verdienste des Dogen, wie sie die Zeitgenossen sahen, aufführt: Zara und Dalmatien, Grado und die Normannen, Frieden und Religion, Kirchenbauten

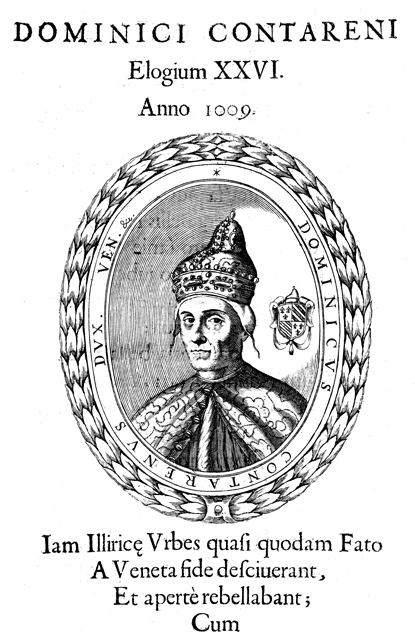
Leone Matina: Phantasieporträt des Dogen in der wohl ersten gedruckten Porträtserie aller bis dahin anerkannten Dogen, dem Ducalis regiae lararium von 1659; hier mit einem die Abfolge der Dogen betreffenden Zählungsfehler

In der Übersetzung von Alessandro Maria Vianolis Historia Veneta, die 1686 in Nürnberg unter dem Titel Der Venetianischen Hertzogen Leben / Regierung, und Absterben / Von dem Ersten Paulutio Anafesto an / biss auf den itzt-regierenden Marcum Antonium Justiniani erschien, zählt der Autor, abweichend von Pietro Marcello, „Dominicus Contarini, Der 30. Hertzog“. Nach ihm machten sich die Zaresen dem „Salamone, als damaligem König der Hungarn / unterwürffig“. Dagegen brachte der Doge „in aller Eil eine sehr grosse Schiff-Armada zusammen / die er selbsten in Person commandiret“. Vianoli wusste, dass „er schon allbereits mit seinem Kriegsvolck unter ihren Mauern gestanden / welche mit solcher Macht und Grimm angefallen / daß sie sich derselben im ersten Angriff bemächtiget“. Die folgenden Strafen bewirken, dass „die andern umliegenden Städte / so auch schon allbereits aufrührisch werden wolten/ihr Fürnehmen alsbalden geändert / und der Republic beständig und getreu verblieben seynd.“ Kaum war dies vollbracht, „als der meineydige Paponus von Aquileja“ … „dieser ruchlose Mensch … mit den Hungarn zum drittenmal die Stadt Grado angefallen“. Doch Venedig zog es vor, eine diplomatische Regelung zu finden, es sollte „die Sache viel ehender durch einen guten Vertrag möchte beygelegt und verglichen werden“. Der Papst hörte beiden Parteien zu, und „befähle alsobalden durch ein öffentliches Decret dem Patriarchen von Aquileja, daß er solche unrechtmässige Besitzung abtretten“ und die Stadt zurückgeben sollte. Doch Poppo folgte nicht, wie Vianoli eigenartig berichtet, so dass er von „Benedicto in den Bann gethan/und in die Acht erkläret worden“. Der Doge habe ihn besiegt und gefangen genommen, er wurde „lebendig zwischen zwey Mauern biß an den Kopf eingemauret/ und Tag und Nacht so lang mit 200. bewaffneten Soldaten bewahret worden / biß daß seine tyrannische Seele von dem Leib ihren Abschied genommen hatte.“ (S. 178). Unter Contarini „ist die St. Markus-Kirchen wiederum zur völligen Vollkommenheit gelanget: auch wurde zum erstenmal die Procurator-Würde / und zwar gleich anfangs seiner Regierung /etlichen vornehmen Geschlechtern mitgetheilet / indem mam im Jahr 1043. zwei Procuratores di S. Marco, oder Verwalter des H. Marci erwählet.“ Schließlich streift der Autor kurz den „Normander“ Robert Guiscard, zu dessen Zeit auch der Papst Venedig besucht haben soll. Im Jahr 1071, im 27. Jahr und 9. Monat seines Amtes „beschlosse er seine Lebens-Zeit“.
1687 bemerkte Jacob von Sandrart in seinem Opus Kurtze und vermehrte Beschreibung Von Dem Ursprung / Aufnehmen / Gebiete / und Regierung der Weltberühmten Republick Venedig lakonisch, kurz und knapp, dass „Dominic. Contarenus“ 1041 zum „(XXIX.) Hertzog aufgestellt“ worden sei. Für erwähnenswert hält er darüber hinaus nur die Rückgewinnung von Zara und Grado. Bei ihm kam sein Nachfolger „Dominicus Sylvius“ bereits 1069 ins Amt.

### Historisch-kritische Darstellungen

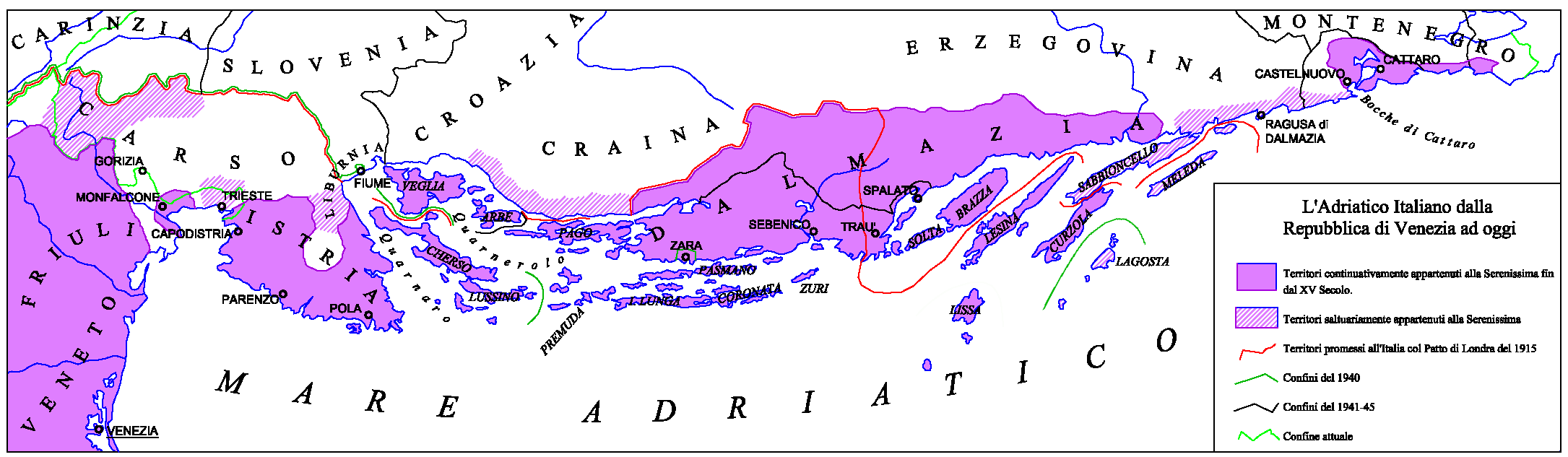
Die ostadriatische Küste mit den italienischen Stadtnamen

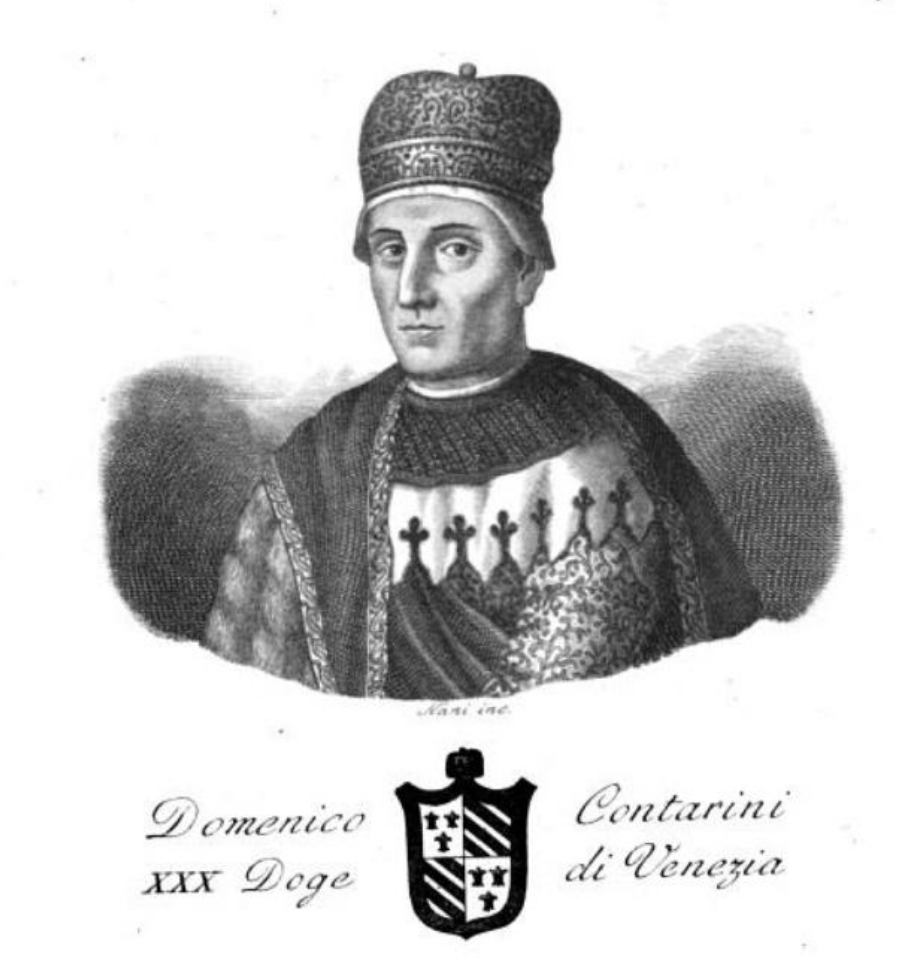
Phantasiedarstellung des Dogen, gestochen vor 1834, Antonio Nani: Serie dei Dogi di Venezia intagliati in rame da Antonio Nani. Giuntevi alcuni notizie biografiche estese da diversi, Bd. 1, Merlo, Venedig 1840, o. S. (Google Books)

Johann Friedrich LeBret publizierte ab 1769 seine vierbändige Staatsgeschichte der Republik Venedig, worin „Dominicus Contarini zum Dogen erkläret“ wird, der „in den Streitigkeiten mit dem Patriarchen von Aquileja … die Rechte seines Volkes mit Ernste vertheidiget hat“. Er sieht in dem „Privathaß“ von Contarinis Vorgänger gegen die Orseolo eine der Ursachen für die Unruhe in Dalmatien, die andere war die „Untreue der neuen Untertanen“. Letztere waren nach LeBrets Auffassung enttäuscht, dass die Dogen nach den beiden Orseolo deren Titel eines Herzogs von Dalmatien nicht mehr führten, „und ihre Provinz nicht mit der urseolischen Zärtlichkeit und Aufmerksamkeit behandelten.“ Auch wurden sie nicht mehr gegen Kroaten und Sarazenen verteidigt, „und die schwachen Griechen zogen damals mehr Vortheile von den Ragusern, als von den Venetianern“ (gemeint ist das heutige Dubrovnik). Kroatien, das sich zeitweise Byzanz unterworfen hatte, gelangte zur Unabhängigkeit, bald auch zur Einheit, so dass es dem König gelang, Dalmatien zu unterwerfen. Zara vertrieb seinen „venezianischen Prior oder Consul“ und schwor dem König „Treue und Gehorsam“. Während dieser Dalmatien in seinen Titel aufnahm, entrichtete er, zur Zufriedenheit des Hofes in Konstantinopel, wieder „einigen Tribut“ an den Kaiser, den es unter Venedig nicht gezahlt hatte. Die venezianische „Flotte wurde so gleich ausgerüstet; der Doge stieg zu Schiffe und segelte seinen Feinden entgegen.“ LeBret weiß sogar von einer Händlerpartei in Zara, die sich mehr Vorteile von Venedig als von König „Cresimir-Peter“ versprach: „Zu allen Zeiten hat das Volk von Zara seinen wankelmüthigen und unbeständigen Charakter behauptet.“ Der Doge zwang die Stadt zur Übergabe, behandelte sie jedoch mit „Großmuth“ und „nahm den Titel eines Herzoges von Dalmatien wohl bedächtlich wieder an, den Flabenigo aus Hasse gegen die Urseoler unterlassen hatte“ (S. 270). Nach dem Tod von „Kaiser Conrad, der ein Feind der Venetianer und der Italiener überhaupt war“, im Jahr 1039 folgte ihm Heinrich III. im Königsamt. Er äußerte größere „Gelindigkeit gegen die italienischen Stände“, und von da an, bis in die Zeit Friedrichs I. wurden die venezianischen Privilegien durchgehend anerkannt. Heinrich bestätigte sie 1055 in Verona. Auch schützte er die Ansprüche des Klosters San Zaccaria und besuchte das Kloster, so LeBret, „vermuthlich im Jahr 1037.“, ja, er entfernte sogar diejenigen Ausdrücke aus der Kanzleisprache, die darauf hätten schließen lassen können, „daß sich die Kaiser eine Gerichtsbarkeit über die Diener Venedigs vorbehalten hätten“. Contarinis „Weisheit, seine Leutseligkeit, seine Aufmerksamkeit auf das öffentliche Wohl verdienten, daß man ihn hoch schätzete.“ Schon in seinem ersten Amtsjahr ließ er „das Mönchskloster des hl. Nikolaus von Lido erbauen; nicht weit davon aber legete er das Nonnenkloser des heil. Angelus an, dessen Aufsicht er dem Abte des heil. Nikolaus übergab.“ Der Autor folgt Andrea Dandolo, der vom Besuch Leos IX. berichtet, welcher den Streit der Patriarchen zugunsten Grados entschieden hatte. Für diesen Besuch habe er allerdings „noch keine Beweise gefunden“, doch hielt er die Visite wegen der vielen Privilegien zugunsten Venedigs für „sehr wahrscheinlich“. Contarini starb nach einer Regierung von „sieben und zwanzig Jahren und neun Monaten.“

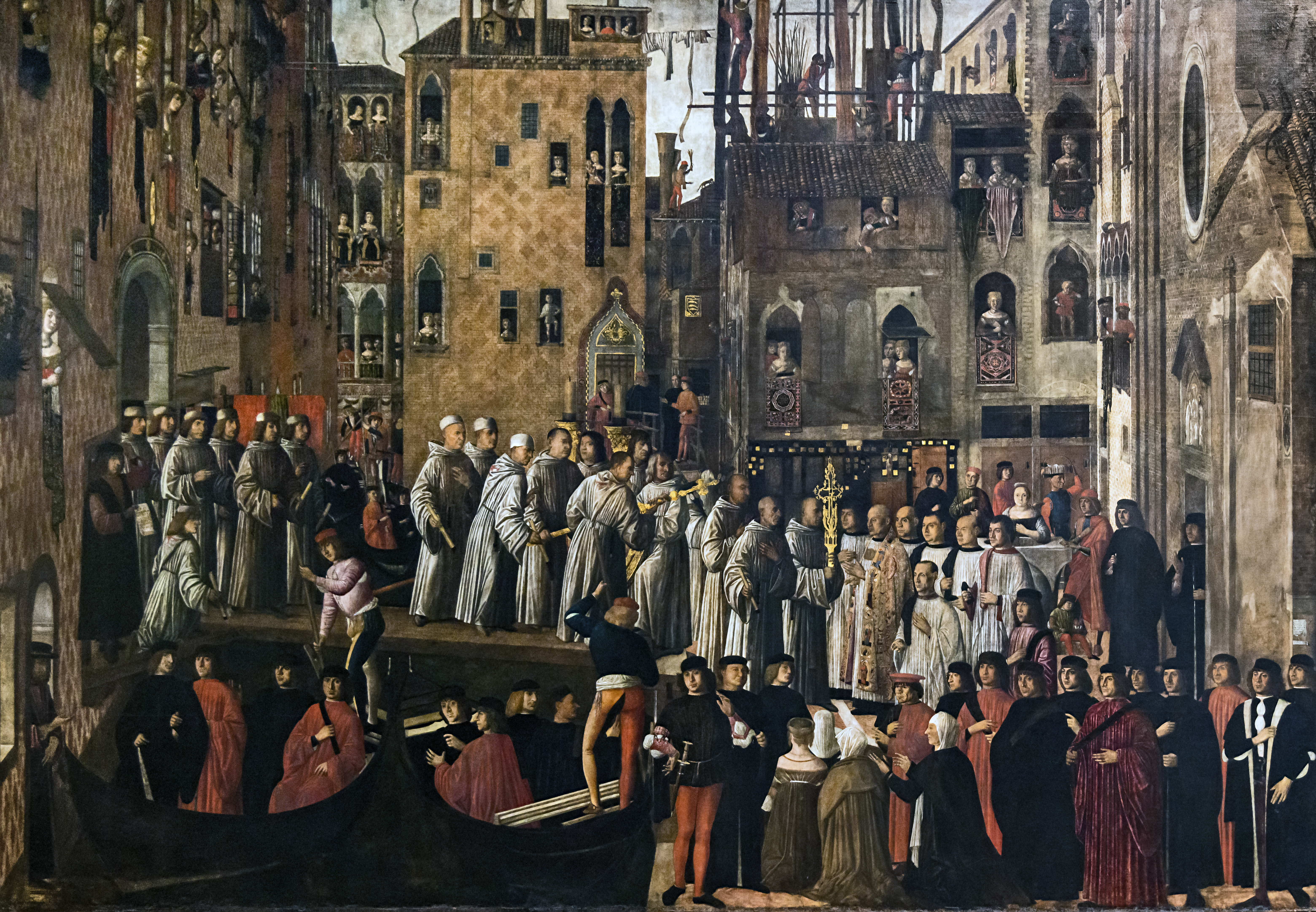
Kreuzeswunder auf dem Campo San Lio, Giovanni di Niccolò Mansueti um 1494, Tempera auf Leinwand, 318 * 458 cm, ursprünglich in der Scuola Grande di San Giovanni Evangelista, seit 1820 in der Accademia. Links ist die Fassade der Kirche zu erkennen, die 1054 nach Papst Leo IX. benannt wurde.

Leicht abweichend, weniger erzieherisch-moralisierend als nach zeitgenössischen Motiven suchend, äußerte sich Samuele Romanin, der in den weiteren historischen Zusammenhang einbettende Historiker, der diese Epoche 1853 im ersten der zehn Bände seiner Storia documentata di Venezia darstellte. Für ihn starb „Domenico Flabianico“ im Jahr 1042. Über Domenico Contarini – inzwischen war es Konsens, ihn als 30. Dogen zu betrachten – hätten, so der Autor, die Historiker nur sehr wenig zu vermelden. In diesen für Venedig prekären Jahren setzte einerseits Poppo von Aquileia seine gegen Venedig gerichtete Außenpolitik fort, wobei er bald von Heinrich III. unterstützt wurde. Poppo entriss den Venezianern den Hafen von Pilo, zerstörte Grado 1044. Doch nun übertrug Benedikt IX. das Patriarchat an Orso Orseolo und drohte Poppo bei Nichtherausgabe der Raubgüter mit der Exkommunikation. Poppo starb kurz darauf ohne Reue, „impenitente“, der Doge eroberte Grado gewaltsam zurück. Der Patriarch residierte größtenteils sowieso auf Rialto, wo er einen Palast nahe San Giovanni Elemosinario besaß. Ein anderer Streitpunkt sei durch „Cresimiro-Pietro (1052–1073)“ entstanden, der den Titel ‚König von Kroatien und Dalmatien‘ angenommen habe. Die Zaresen hatten demnach den „conte Orso Giustiniano“ vertrieben, wie Romanin der Dandolochronik ohne genaue Angabe des Ortes entnimmt. Auch nimmt er an, dass der Doge mit Gewalt die Stadt zurückgeholt habe, um dort, „alla tutela degli interessi veneziani“, seinen Sohn Marco einzusetzen, um also die venezianischen Interessen zu schützen. Einem Dokument des Jahres 1049 entnimmt der Autor, dass sich der Doge mit dem Titel „Patrizio imperiale e Protosebaste“ schmückte. Diese Titel sind für seinen Vorgänger unbekannt, daher vermutet Romanin, dass sie in Zusammenhang mit der doppelten Bedrohung des östlichen Kaiserreichs standen, nämlich durch Russen und Normannen, das auf der Suche nach Verbündeten war. Papst Leo IX. suchte seinerseits noch beim byzantinischen Kaiser um Hilfe gegen die Normannen nach, dann aber auch bei Heinrich III. Der Autor nimmt an, dass der Besuch Papst Leos in Venedig darin seine Ursache hatte, dass der Papst auch von dort Hilfe erhoffte. Zu seinen Ehren wurde die Kirche Santa Caterina in S. Lio oder Leone umbenannt. 1053 wurden, dazu passend, die Rechte des Patriarchen von Grado wiederhergestellt. Der Papst selbst führte ein Heer gegen die Normannen, die bereit waren, sich dem Papst zu unterstellen und ihr Gebiet als Lehen zu nehmen. Doch die Deutschen im Heer lehnten dies aus Misstrauen ab. In der Schlacht bei Civitella siegten die Normannen am 18. Juni 1053. Der Papst geriet zwar in ihre Gefangenschaft, doch überraschenderweise warfen sich die Sieger dem Papst zu Füßen und führten ihn sicher nach Benevent. Zugleich wurden die byzantinischen Einheiten besiegt. Währenddessen erreichten die Venezianer die Bestätigung ihrer Privilegien durch Heinrich III. im Jahr 1055. Doch Heinrich starb wiederum im nächsten Jahr, was der Reformpartei in der Kirche starken Auftrieb gab. Schon Alexander II. wurde 1061 ohne Einverständnis des Kaisers erwählt. Nach Romanin hielt sich der Doge von diesen Auseinandersetzungen fern, gründete 1053 eine Abtei für den Schutzherrn der Seeleute, San Nicolò, am Hafen des Lido. Besonderes Ansehen erlangte das dortige Kloster, als die Reliquien des hl. Nikolaus von Myra während der Kreuzzüge dorthin gelangten.

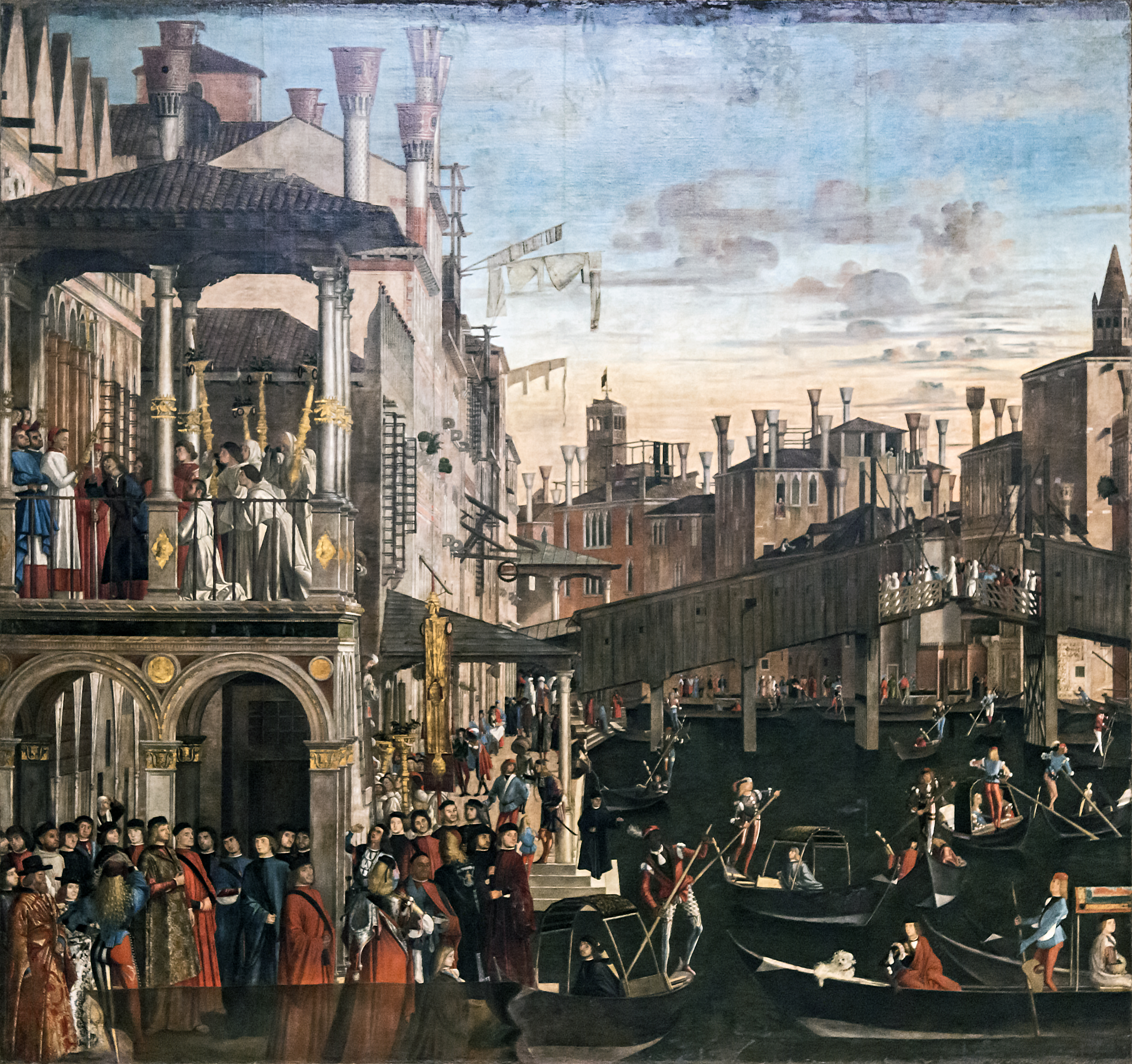
Das Wunder der Kreuzreliquie auf Rialto, Wunderheilung durch Francesco Querini, den Patriarchen von Grado, Vittore Carpaccio, 365 × 389 cm, Tempera auf Leinwand, um 1496, ursprünglich in der Scuola Grande di San Giovanni Evangelista, seit 1820 in der Accademia

In seinem Il Palazzo ducale di Venezia von 1861 räumt Francesco Zanotto der Volksversammlung größeren Einfluss ein, doch dieses Volk sei immer ‚leichtgläubig weil unwissend‘ („credulo perchè ignorante“) und ‚wankelmütig wie die See‘ gewesen. Hingegen führte der 1043 von einer Mehrheit gewählte Contarini ein ‚langes, weises und friedliches Regiment‘. Von Kaiser Konstantin XI. erhielt er die byzantinischen Titel eines „patrizio imperiale e protosebaste“, wie es in einem Dokument von 1049 heiße, worin in Gegenwart des Dogen Streitigkeiten zwischen den Bewohnern der „due Chioggie“ und Pietro Orseolo geregelt wurden, einem Sohn jenes Domenico Orseolo, der für einen Tag ‚Usurpator‘ des Dogenamts gewesen war. Im nächsten Jahr, „alla esaltazione del Contarini“, überfiel Poppo, mit päpstlichem Dekret im Rücken, das ihm das Patriarchat Grado unterstellte, die Inselstadt und ‚überließ sie den Flammen‘. Von diesem ‚gottlosen‘ Überfall bewegt schickte der Doge zusammen mit dem Patriarchen Orso Orseolo Gesandte nach Rom. Eine Synode widerrief das Privileg für Poppo und drohte ihm mit schwersten Strafen, wenn er die Beute nicht zurückgebe und den Schaden wiedergutmache. Als die Gesandten zurückkehrten, erfuhren sie vom Ableben Poppos, worin Zanotto eine Strafe für den Bösen sah. Dieser hatte Privilegien von Heinrich II. und Konrad II. erlangt, und er hatte Venedigs Handel geschadet, indem er ihm den Hafen Pilo entrissen und insgesamt seine Hauptstadt Aquileia einen großen Aufschwung genommen hatte. Auch wenn Contarini die Rückeroberung Grados gelang, so waren die Schäden doch zu groß, so dass sich die Stadt nicht erholte. Zudem residierten die Patriarchen in Venedig, in einem Palast, an den ein Gemälde Vittore Carpaccios erinnere. – Um 1050 habe ‚Cresimiro, König der Kroaten‘, die Städte Dalmatiens dazu verleitet, sich der wie auch immer gearteten Abhängigkeit („soggezione“) zu entziehen. Zara vertrieb seinen „conte Orso Giustiniano“ und unterstellte sich dem König. Auch bei ihm erzwang eine Flotte die ‚Einhaltung der Verträge‘, andere wankelmütige Städte wurden dazu veranlasst, „a rimanere in fede“ (treu zu bleiben). Der Konflikt um Grado wurde durch Leo IX. gelöst, der die Privilegien Poppos annullierte und die Bischöfe Venetiens und Istriens wieder Grado unterstellte. Als dieser Papst in Mantua war, oder als er aus Deutschland zurückkehrte, ‚wie andere sagen‘, begab er sich nach Venedig, um Hilfe gegen die Normannen zu erhalten. Nicht nur verabschiedeten die Venezianer den Papst mit größter Feierlichkeit, sondern sie benannten die Kirche Santa Caterina in San Lio um. Durch die Wahl Heinrichs III. als Nachfolger Konrads II. verbesserten sich die Beziehungen zum Reich, wobei Heinrich erst 1055 die alten Privilegien Venedigs anerkannte, was vor allem für den Handel äußerst wichtig war. Die Ergebnisse der Unterhändler Domenico Silvo und Buono Dandolo fanden Eingang in den ‚berühmten‘ Codice Trevisano. Dem Dogen gelang es, den inneren und äußeren Frieden aufrechtzuerhalten, auch wenn das Glück der Normannen den venezianischen Handel durcheinanderbrachte („turbasse“), indem er ein ‚Beispiel der Weisheit, der Mäßigung und der Frömmigkeit‘ abgab. Letzteres brachte die Kirche San Nicolò di Lido hervor sowie den Bau der Markuskirche in der heutigen Form. Nach Zanotto starb der Doge im Jahr 1070.
Gleich zu Anfang erläutert August Friedrich Gfrörer († 1861) in seiner, erst elf Jahre nach seinem Tod erschienenen Geschichte Venedigs von seiner Gründung bis zum Jahre 1084, wie es komme, dass der Tod „Flavanicos“ fälschlicherweise in das Jahr 1043 statt in das Jahr 1042 datiert wurde. Andrea Dandolo habe angegeben, dass dieser „nach einem Dogat von 10 Jahren 4 Monaten und 12 Tagen“ gestorben sei, um dann fortzusetzen: „darauf im Jahre 1043 ward Domenico Contareno zum Nachfolger eingesetzt“. Gegen die Datierung des Todesjahres Poppos führt Gfrörer Hermann den Lahmen ins Feld, der Poppos Tod ins Jahr 1042 datiert habe. Daher falle die Eroberung Grados ins Jahr 1042, nicht 1044. Gfrörer glaubt, dass man sich in Venedig vielleicht drei oder vier Monate lang nicht auf einen neuen Dogen habe verständigen können (S. 487). So vermutet der Autor, Poppo habe die dogenlose Zeit genutzt, um Grado zu überrumpeln. Erst im Frühjahr 1044 erhielt der neue Doge in Rom Recht, was zum einen damit zusammengehangen habe, dass der Papst von Januar bis März 1044 aus Rom vertrieben war, zum anderen habe der kaiserliche Anhang den Gesandten des Dogen entgegengewirkt. Orso starb kurz nach Poppo, „wie mir scheint, um 1045“. Domenico Bulcano, dies entnimmt Gfrörer wieder ausdrücklich Dandolos Chronik, Kaplan des hl. Markus, starb bereits sieben Tage nach seiner Wahl. So sei der Versuch des Dogen, das Patriarchat von Grado in seiner Abhängigkeit zu halten, gescheitert. Mit Bulcanos Nachfolger Domenico Marengo „stieg ein Vertheidiger der Kirchenfreiheit, ein Gregorianer empor“. Die besagte Armreliquie zeige, dass es den Venezianern enorm wichtig war, ganz gleich mit welchen Mitteln, solche Reliquien nach Venedig zu bringen, denn man habe geglaubt, sie seien Garanten dafür, „daß der Himmel ihre Heimat in allen Unternehmungen zu Wasser und zu Land, im Kriege und Frieden segnen werde“ (S. 490). Dandolo, so Gfrörer, nennt nur zwei militärische Unternehmungen des Dogen, nämlich gegen Grado und gegen Zara. Der König von Ungarn – hier verwechsle Dandolo Salomon mit dem Sohn des Dogen Ottone Orseolo, Peter, – musste Zara und andere Städte Dalmatiens 1044 aufgeben, da er im Kampf mit Heinrich III. stand, Städte, „welche Peter als ihm gebührendes Erbe seines Großvaters Pietro II. Orseolo mit der Krone Ungarn vereinigt hatte“. Grado wurde von Leo IX. auf der Ostersynode 1053 wieder in alle Rechte eingesetzt, Aquileia musste „sich mit den ihm übergebenen Sprengeln des lombardischen Festlandes begnügen“ (S. 492). Die Gesandten Domenico Silvio und Bono Dandolo, ein Vorfahr Andrea Dandolos, erreichten die Erneuerung der alten Verträge, die, so Andrea Dandolo, sein Vorgänger Konrad II. „beharrlich verweigert hatte“. Die zugrundeliegende Urkunde fand er nur bei LeBret erwähnt, so Gfrörer ausdrücklich. Ob Kardinal Hildebrand, der spätere Papst Gregor VII., hierbei seine Hand im Spiel hatte, sei nicht nachzuweisen, doch schrieb er als Papst 1074 an Contarinis Nachfolger „Domenico Silvio“, er habe „schon in früheren Zeiten große Vorliebe für euer Land und die edle Freiheit, deren Venetiens Volk genießt, gehegt“. Auch habe er sich „dieser Gesinnung wegen den Haß mächtiger und vornehmer Männer“ zugezogen. Diese „Vorliebe“, wie er 1077 schrieb, sei ihm schon viele Jahre vor seinem Amtsantritt als Papst von mächtigen Männern übelgenommen worden. Er sah in Venedig „die Freiheit und den echten Geist des alten Roms“ (S. 494). In einer Urkunde vom September 1074 bestätigt Contarinis Nachfolger, dass dieser das Patriarchat Grado mit einer Reihe von Einkünften ausgestattet habe: es erhielt ein Gut bei Cittanova, dann die 100 Eimer Wein, die bis dahin dem Dogenpalast zu entrichten waren, darüber hinaus 100 Pfund venezianischer Denare aus den Gefällen des hl. Markus, 200 Pfund aus denen des Dogats, schließlich 160 Pfund aus Gefällen des Rates (dies zeige, wie Gfrörer später feststellt, dass ein fortgeschrittener Begriff von Staatlichkeit bestand, wenn diese Einkünfte von den persönlichen des Dogen abgetrennt waren, was sich 933 erstmals erweisen lasse). Hinzu kamen Abgaben und Rechte zahlreicher Suffraganbistümer und einer Reihe von Abteien. Allerdings, so heißt es in der Urkunde, sei dieser Beschluss Contarinis „aus Nachlässigkeit nicht zur Ausführung“ gekommen. Gfrörer folgert zum einen, dass Hildebrand schon vor seiner Wahl zum Papst auf eine bessere Ausstattung des Patriarchats hingewirkt habe. Der Doge hingegen habe dies zu verhindern versucht, um das Patriarchat in Abhängigkeit zu halten, und um dort seine vermögenden Gefolgsleute installieren zu können. Kandidaten ohne Vermögen wären dort „Gefahr gelaufen, trotz ihres prächtigen Titels zu verhungern“. Damit sei Hildebrands Wirken an dieser Stelle wichtiger gewesen, als selbst die fundamentalen Gesetzesänderungen von Contarinis Vorgänger Domenico Flabanico. Grado sei von Contarini und anderen Dogen zu einem der wichtigsten Hebel geworden auf Erblichkeit des Dogats hinzuwirken: „So lange ein freier, von despotischen Gelüsten der Dogen unabhängiger Patriarch auf Grado saß, blieb die Erblichkeit des Dogats eine verbotene, eine unmögliche Frucht.“ In eine ähnliche Richtung weise eine Urkunde vom 28. August 1064. Das Kloster S. Ilario, das seit 819 unmittelbar dem Dogen unterstanden hatte, der also in „verdeckter Weise Papst und Oberabt über die Mönche des Seelandes war“, erhielt erstmals einen Kastenvogt, der nunmehr in der Rechtsvertretung zwischen den Dogen und den Abt trat. Kurz vor Ende der Amtszeit Contarinis begann der Umbau der Markuskirche, wie sie heute besteht. Unter ihm wurde auch erstmals ein „procurator (Verrechner der Einkünfte) des hl. Markus eingesetzt“, wie Gfrörer Dandolo zitiert (S. 501). „Die anscheinend so einfache Maßregel … verschloß daher dem Dogen den einseitigen Eintritt in die Schatzkammer und machte als nächste Folge die Erneuerung der Pläne, die Erblichkeit des Dogats durchzusetzen, sehr schwer, ja fast unmöglich.“ Hinter diesen dauerhaften Veränderungen Venedigs vermutet Gfrörer das Wirken Papst Gregors VII.
Vergleichsweise knapp schildert Heinrich Kretschmayr dagegen 1905 in seiner Geschichte von Venedig die Herrschaft Contarinis „(Contarenus; Sommer? 1042/1043–Frühjahr? 1071)“. Insgesamt, so der Autor angesichts der ungünstigen Quellenlage, „ist unsere Erkenntnis der Geschichte namentlich der Jahre 1032–1080 schattenhaft genug“ (S. 155), und so schildert er die umgebenden politischen Umwälzungen, vor allem die Geschichte der Normannen in Süditalien, ausführlicher. Für erwähnenswert hält er immerhin in knappen Sätzen die Ausbauten von San Marco und San Nicolò di Lido, das „Ende des Patriarchenstreites und die glorreiche Erhebung der heimatlichen Kirche“, dann die Anerkennung der Privilegien „– vermutlich im Jahre 1055 –“, „deren Erneuerung bisher so beharrlich verweigert worden war. Ob deren Fassung den Herrschaftsanspruch des Reiches noch zum Ausdruck brachte, lässt sich nicht sagen.“ Sein Nachfolger wurde der Gesandte von 1055 bei Heinrich III., „Domenico Silvio“. Die Eroberung von Zara verbannt er in eine Fußnote, in der es heißt: „Die Wiedereroberung von Zara durch Domenico Contarini wird für 1050 angesetzt von Dand. (Cod. Zanetti 400) und Chron. Marci 259, für 1062 in den Annales Ven. breves 70 und Canale 293.“ An anderer Stelle erwähnt der Autor, „Venedig hat die Stadt in den Jahren 1050 oder 1062 zurückerobern müssen“ (S. 156).
John Julius Norwich interessiert sich in seiner History of Venice, 1977 zum ersten Mal erschienen, fast nur für die Wahl des Domenico Contarini. Er zitiert zum Amtsantritt von Contarinis Nachfolger in englischer Übersetzung „Without delay the doge gave orders for the restoration and improvement of the doors, seats and tables which had been damaged after the death of Doge Contarini.“ Norwich sieht keinerlei Hinweise auf ‚öffentliche Unordnung‘, der Doge war beliebt, schließlich hätte ihm Silvo nicht so schnell im Amt folgen können. Möglicherweise hatten die Venezianer die „barbarous tradition of papal Rome“ übernommen, nach der beim Tod eines Papstes der Lateranpalast geplündert wurde. Zum Anfang der Regierung nennt er die Flottenunternehmung gegen Grado, und dass die Patriarchen nach dem Tod der beiden Kontrahenten Poppo und Orso Orseolo „sensibly decide to establish their principal residence in Venice.“

### Erzählende Quellen
- Ester Pastorello (Hrsg.): Andrea Dandolo, Chronica per extensum descripta aa. 460-1280 d.C., (= Rerum Italicarum Scriptores XII,1), Nicola Zanichelli, Bologna 1938, S. 209–214. (Digitalisat, S. 208 f.)
- Herimanni Augiensis Chronicon, in MGH, Scriptores, V, hgg. v. G. H. Pertz, Hannover 1844, S. 124 (Hermann von Reichenau).
- Henry Simonsfeld (Hrsg.): Annales Venetici breves, in: MGH, Scriptores, XIV, hgg. v. G. Waitz, Hannover 1883, S. 69–72, hier: S. 70. (Digitalisat)
- Roberto Cessi, Fanny Bennato (Hrsg.): Venet. hist. vulgo Petro Iustiniano Iustiniani filio adiudicata, Venedig 1964, S. 77 f.
- Alberto Limentani (Hrsg.): Martin da Canal. Les estoires de Venise. Cronaca veneziana in lingua francese dalle origini al 1275, Florenz 1972, S. 22 f.

### Rechtsetzende Quellen, Briefe, Inschriften
- Staatsarchiv Venedig, Mensa patriarcale, busta 5 A, n. 1; ibid., S. Daniele, busta 11, n. 8.
- Jean-Baptiste Cotelier: Ecclesiæ Græcæ monumenta, Bd. II, Paris 1681, S. 108–111 (Epistola dominici Patriarchæ Venetiarum, ad Antiochiæ Patriarcham). (Digitalisat)
- Ferdinando Ughelli: Italia Sacra, sive De episcopis Italiae, et insularum adiacentium, cura et studio Nicolai Coleti, 10 Bde., Venedig 1717–1722, Bd. V, Venedig 1720, coll. 511, 1114 f.; Bd. X, Venedig 1722, col. 134.
- Flaminio Cornelio: Ecclesiae Venetae, antiquis monumentis nunc etiam primum editis, illustratae ac in decades distributae, Bd. IX, Venedig 1749, S. 371–373; Bd. XIV, S. 393–396.
- Giovan Domenico Mansi: Sacrorum conciliorum nova et amplissima collectio, Bd. XIX, Venedig 1774, coll. 605–610, 657.
- Karl Friedrich Stumpf-Brentano: Acta Imperii inde ab Heinrico I ad Heinricum VI usque adhuc ined, Bd. I, Innsbruck 1866, n. 79, S. 82 f.
- Andrea Gloria: Codice diplomatico padovano, dal secolo sesto a tutto l'undicesimo, Bd. I, Venedig 1877, n. 145 (Digitalisat), 159, 190, 307, S. 182, 195 f., 219 f., 332 f.; Bd. II, 1, Venedig 1879, n. 49, S. 40 f.
- Paul Fridolin Kehr: Italia pontificia, Bd. VII, 2, Berlin 1925, n. 28–31, 81–96, 1–3, 4, S. 19, 53–57, 120 f., 130.
- Heinrici III Diplomata, in: MGH, Diplomata regum et imperatorum Gormaniae, hgg. v. Paul Fridolin Kehr, Berlin 1931, n. 201a–201b, S. 258–261 (Digitalisat).
- Luigi Lanfranchi, Bianca Strina (Hrsg.): SS. Ilario e Benedetto e S. Gregorio, Venedig 1965, n. 9, 11, 13, 16, S. 41 f., 44–47, 49–51, 55–58.
- Luigi Lanfranchi (Hrsg.): S. Giorgio Maggiore, II, Comitato per la Pubblicazione delle Fonti relative alla Storia di Venezia, Venedig 1968, n. 311, S. 92–99.
- Maurizio Rosada (Hrsg.): S. Maria Formosa (1060–1195), Venedig 1972, n. 1, S. 5–7.
- Emmanuele Antonio Cicogna: Delle Inscrizioni Veneziane, Bd. 4, Venedig 1834, S. 290 f.